# Vladimír Šmejkal
Vladimír „Vláďa“ Šmejkal (24. října 1902 Praha – 26. srpna 1957 tamtéž) byl český režisér. Byl spolutvůrcem amatérského Surrealistického divadla bratří Šmejkalů, významný člen (autor, režisér) pražského loutkového divadla Říše loutek a autor tří avantgardních amatérských filmů.

## Životopis
Narodil se v rodině živnostníka Matěje Šmejkala (1864–1951), který provozoval v letech 1896–1942 na pražském Starém Městě řeznictví. Prvorozenému synu Jaroslavovi (1896–1977) poskytl vzdělání, mladší Vladimír se v letech 1916–1919 u otce vyučil řezníkem. Toto povolání „koňského handlíře a výrobce koňského salámu“ si však ošklivil. Po zániku rodinného řeznictví pracoval jako úředník. V roce 1951 absolvoval kurz pro vychovatele hornických učňů a v letech 1951–1953 se věnoval výchově hornických učňů ve Stochově. Poté byl až do smrti vychovatelem mládeže v tzv. pracovních zálohách. Po celý život hledal útočiště ve světě umění; nedostatek formálního vzdělání nahrazoval návštěvou divadel, filmů a četbou knih a kulturního tisku. Ve dvacátých letech ho oslnila francouzská a česká avantgarda, dada, surrealismus i filmy Gustava Machatého.

### Surrealistické divadlo

Vláďa Šmejkal v inscenaci Láska v lahvi, 1927

V polovině dvacátých let založil s bratrem Jaroslavem Surrealistické divadlo bratří Šmejkalů, působící při Studentském spolku v Úvalech u Prahy. Byl autorem divadelních předloh (někdy spolu s bratrem), režisérem, hercem i scénografem. Poetika inscenací souzněla se základními principy avantgardní dramatiky jak francouzské, tak tuzemské (Osvobozené divadlo, Divadlo DADA). Typická je pro ni rozvolněná fantazie, absurdní charaktery postav, dějové zvraty a zcizovací efekty připomínající umělost divadelní fikce. Experimentovali se zvukomalebnou deklamací a využívali všemožné zvukové efekty a excentrické hudební nástroje. Nechyběl komponovaný hudební doprovod a taneční čísla (autorem hudby byl Šmejkalův bratranec Jiří Vinař). Vše prostupoval základní pocit, že všední život je nesmyslný a seberealizace je možná jen únikem do říše fantazie. Doložitelné jsou inscenace s názvy Atom věčnosti (1927); Láska v láhvi – surrealistická robinsonáda na vlnách Fantas-oceánu (1927); Mlč, Evropo čili Muž se třema rukama (1928); Taková je věčná hra lásky a Pštrosí srdce (1929); Ta muž – ten žena (1929). Uváděli je v Úvalech, ale také v Praze i jinde.

### Říše loutek

Vláďa Šmejkal ve výstupu Rigoletto, 1950

V roce 1929 končí Surrealistické divadlo a Šmejkal se stává členem progresivního loutkového divadla Říše loutek, kde se pod patronací manželů Suchardových po léta scházeli lidé nejrůznějších profesí. Šmejkal se uvedl jako autor. V roce 1930 měla premiéru hra Kašpárek na vlnách Fantas-oceánu (r. Václav Barth), což byla verze Lásky v láhvi, uvedené v Surrealistickém divadle. Hra, poznamenána poetismem, surrealismem i dada a uzpůsobená dětskému diváku, měla na loutkovém divadle neobvyklé absurdní prvky a voicebandové sbory. Šmejkal se záhy stal dominantním autorem a režisérem a je považován za jednoho z těch, kteří utvářeli režii v loutkovém divadle jako uměleckou disciplínu. Pod vlivem „Déčka“ E. F. Buriana inscenoval pásmo lidové poezie Čerstvý věneček ze starodávného kvítí (1936), v dramatizaci Čapkovy Pohádky pošťácké (1936) použil filmové projekce. Pro maňásky vytvořil řadu krátkých scének, které komponoval do celovečerních pásem.

### Filmová tvorba
Velkou Šmejkalovou láskou byl film. Když nabídl amatérským filmařům soustředěným v Pathé klubu sujet filmu Atom věčnosti, získal kontakt na mladého amatérského filmaře Čeňka Zahradníčka, agilního člena klubu, který byl jako zaměstnanec laboratoře pro úzký film uznávaným filmovým „praktikem“. V květnu 1935 vznikl oddělením od Pathé klubu samostatný Československý klub kinoamatérů, jehož byl Čeněk Zahradníček výraznou tváří.
Dvojice Šmejkal-Zahradníček si na počátku dobře rozuměla. Zahradníček mohl nabídnout své kameramanské zkušenosti a 16mm kameru, V. Šmejkal dal k dispozici nejen propracovanou předlohu, režijní koncept, ale i základní produkční zázemí, které nabízela Říše loutek. Do natáčení filmu se zapojili s nadšením i členové a členky loutkové scény v pozici asistentů, osvětlovačů, herců a hereček. Když Šmejkal se Zahradníčkem snímek Atom věčnosti, s příběhem svedené a opuštěné, dokončili, zalekli se vzhledem k v té době nezvykle erotickému obsahu filmu možné kritiky konzervativní části členů Pathé klubu. Proto ho zaslali nejprve do soutěže ve Vídni, kde získal 1. cenu. Na pražské projekci pro členy Pathé klubu byl poté Atom věčnosti uváděn jako vítězný film Čeňka Zahradníčka. V. Šmejkal na projekci nebyl přítomen. Film skutečně vyvolal polemické ohlasy (nevhodné obrazové metafory), byl však impulsem, který dokázal, že i amatérský film může překročit rámec „rodinného filmu“ a zaujmout jak námětem, tak svou obrazovou poetikou.
Se Zahradníčkem natočil Šmejkal ještě dva filmy, Ruce v úterý a Příběh vojáka. Experimentální snímek Ruce v úterý zachycoval v exteriérech Prahy prostřednictvím „hry rukou“ civilní příběh života staromládeneckého muže, detaily interiérů poskytlo zákulisí Říše loutek. Film prezentoval Šmejkal jako „fotogenickou báseň ze sbírky hovory věcí“. V epizodě snu pak využil své loutkářské zkušenosti a pouhými prsty zatančil kankán.
Hraný film Příběh vojáka nepochybně reagoval na politickou atmosféru doby. Ovšem i v tomto symbolickém protimilitaristickém snímku zaznělo Šmejkalovo osobní téma – vztah básníka (V. Šmejkal) a Múzy (Milena Chlapcová), téma střetu světa fantazie a deprimující skutečnosti. Vynikající metaforice filmu se dostalo uznání v odborné studii: „střihová skladba v Příběhu vojáka nemá dokonce obdoby v tehdejším profesionálním českém filmu“. Kromě domácích cen získal film hlavní cenu na světové soutěží UNICA (Union Internationale du Cinéma dʼAmateur). Při příležitosti olympiády se také účastnil Mezinárodní soutěže amatérských filmů v Berlíně, ale v atmosféře nacistického Německa se stal pro svůj „defétismus“ terčem kritiky.
Tři amatérské filmy z produkce „Zahradníček-Šmejkal film“ zaujaly ve své době českou i zahraniční veřejnost a otevíraly filmovým amatérům nové pole možností umělecké tvorby.
Šmejkalovy strojopisné texty filmových „sujetů“, které získal Národní filmový archiv v Praze na počátku devadesátých let ze Zahradníčkovy pozůstalosti, byly impulsem k novému studiu geneze těchto projektů a k využití bohatého archivu Vládi Šmejkala v Říši loutek. Na základě archiválií a s přihlédnutím k životopisným souvislostem obou partnerů byl „objeven“ kreativní tvůrce těchto filmových snímků, jímž je obdivovatel a spolutvůrce surrealismu a dadaismu, neznámý souputník české avantgardy Vláďa Šmejkal. Setkání s Čeňkem Zahradníčkem mu umožnilo realizovat jeho filmové vize.

## Dílo
Surrealistické divadlo
Doložitelné inscenace:
- Atom věčnosti – surrealistická groteska o jednom dějství (1927) (spoluautor Jaroslav Šmejkal)

- Láska v láhvi – surrealistická robinsonáda na vlnách Fantas-oceánu (1927)

- Mlč, Evropo čili Muž se třema rukama (1928)

- Pštrosí srdce – hra o vysokém napětí (1929) (spoluautor Jaroslav Šmejkal)

- Ta muž – ten žena – komické dráma (1929)

Loutkové divadlo
Hry V. Šmejkala uvedené v Říši loutek:
- Kašpárek na vlnách Fantas oceánu (1930)

- Kašpárek polní maršálek (1933)

- Pierota lásky halekání (1934)

- Ozdravovna šprýmaře Isomata (1935)

- Čerstvý věneček ze starodávného kvítí (1936)

- Pohádka pošťácká (podle K. Čapka) (1936)

- Kašpárkův výlet až tam a zpět (1937)

- Hrdinové naší doby (s Josefem Staňkem) (1937)

- Sněhurka a sedm trpaslíků (1941)

- Co táta dělá – dobře dělá (podle H. Ch. Andersena) (1942)

- Sviňáček (podle H. Ch. Andersena) (1945)

- Červená Karkulka (1947)

Režie V. Šmejkala v Říši loutek:
- K. Driml: Milion (1931)

- L. Svobodová: Kašpar a Kašpárek (1932)

- V. Šmejkal: Kašpárek polní maršálek (1933)

- V. Šmejkal: Pierota lásky halekání (1934)

- V. Eskert: Dobrý voják Kašpárek (1934)

- V. Šmejkal: Čerstvý věneček ze starodávného kvítí (1936)

- K. Čapek, V. Šmejkal: Pohádka Pošťácká (1936)

- V. Šmejkal: Kašpárkův výlet až tam a zpět (1937)

- V. Šmejkal a spol.: Kašpárkův maškarní ples (1938)

- V. Šmejkal a spol.: Kašpárkův Silvestr (1940)

- V. Šmejkal: Sněhurka a sedm trpaslíků (1941)

- V. Šmejkal: Co táta dělá – dobře dělá (1942)

- V. Šmejkal: Hurá na jeviště (1944)

- M. Kopecký, V. Šmejkal: Krásná Dišperanda (1944)

- V. Šmejkal: Sviňáček (1945)

- N. Gernětová, T. Gurevičová: Husička (1945)

- V. Šmejkal: Červená Karkulka (1947)

- Fr. Černý: Zlý Pazneht (1949)

- V. Šmejkal: Pasáček vepřů (1956)

Amatérský film
Sujet a scénosled, režie spolu s kameramanem Čeňkem Zahradníčkem:
- Atom věčnosti (1934)

- Ruce v úterý (1935)

- Příběh vojáka (1935) + jako herec titulní role

Nerealizované scénáře:
- Láska v láhvi (1933)

- Celý svět si hraje s koulí (publikováno pod jménem Milena Chlapcová – 1939)